# Игре на путу
Игре на путу (енгл. Roadgames) аустралијски је хорор филм из 1981. године, редитеља и продуцента Ричарда Френклина са Стејсијем Кичом и Џејми Ли Кертис у главним улогама. Радња прати камионџију који постаје уплетен у злочине серијског убице, који прогони стоперке. Сценарио је написао Еверет де Роуч, по оригиналној причи коју су осмислили он и редитељ. На просторима бивше Југославије, филм је познат и под насловом Крвави траг.
Френклин је желео да главну улогу тумачи Шон Конери, али није имао довољно средстава да му плати хонорар, па га је заменио Кичом. Аустралијска глумица Лиса Пирс је првобитно била предвиђена за улогу „Стоперке”, али су амерички дистрибутори захтевали да та улога припадне некој америчкој глумици. Тако је улогу добила Џејми Ли Кертис, којој је ово, уз Маглу (1980), Матурско вече (1980), Воз терора (1980) и Ноћ вештица 2 (1981), био пети слешер филм за само годину дана, што ју је промовисало као једну од највећих краљица вриска.
Филм је премијерно приказан 26. јуна 1981, у Аустралији. Упркос комерцијалном неуспеху, добио је претежно позитивне оцене критичара и помогао Ричарду Френклину да добије прилику да режира Психо 2 (1983). Игре на путу су биле номиноване за 4 Награде ААКТА и то у категоријама најбоље споредне глумице (Марион Едвардс), најбоље кинематографије, најбоље монтаже и најбоље оригиналне музике. Осим тога, филм је био номинован за Награду Сатурн за најбољи међународни филм.
Квентин Тарантино навео је игре на путу као један од својих омиљених филмова, а имао је утицај и на Вучји поток (2005), дебитантски филм Грега Маклина. Године 2015. снимљен је још један филм под истим насловом и са сличном тематиком, али не представља званични римејк овог филма.

## Радња
У руралном делу Аустралије, камионџија Патрик Квид, у друштву свог љубимца динга Бозвела, даноноћно ради на транспорту меса, због штрајка који је наступио. Истовремено, мистериозни серијски убица прогони стоперке и представља се као Патрик, како би полиција њега пратила. Патрику се у путу придружује стоперка Памела Рашворт, која му помаже да реши мистерију убистава.

## Улоге
| Глумац          | Улога                     |
| --------------- | ------------------------- |
| Стејси Кич      | Патрик „Пет” Квид         |
| Џејми Ли Кертис | Памела „Стоперка” Рашворт |
| Марион Едвард   | Фрита                     |
| Грант Пејџ      | убица „Смит или Џоунс”    |
| Алан Хопгуд     | Лестер                    |
| пас Килер       | Бозвел                    |